# Pimelea hispida
Pimelea hispida är en tibastväxtart som beskrevs av Robert Brown. Pimelea hispida ingår i släktet Pimelea och familjen tibastväxter. Inga underarter finns listade i Catalogue of Life.